# بازی توهو

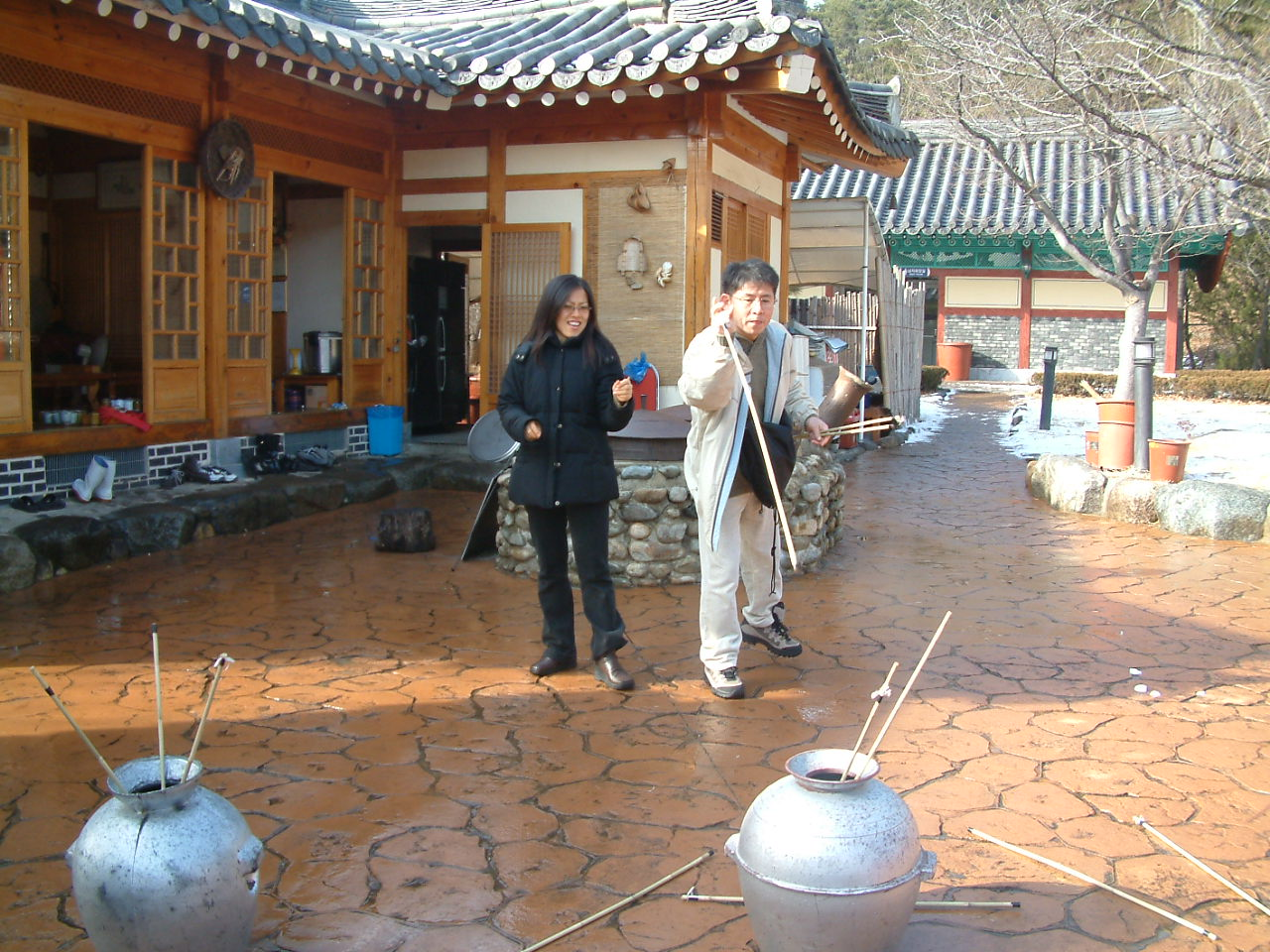
نمایی از شیوهٔ اجرای بازی توهو - ۲۰۰۵

توهو (به کره ای:투호، به چینی:投 壺 (به انگلیسی: Tuho)، پرتاب در گلدان) بازی ای است که در آن بازیکنان به دو تیم تقسیم می‌شوند و تیرها را درون گلدانی پرتاب می‌کنند که در فاصله مشخصی قرار دارد. گلدان‌هایی که پیکان‌ها به آنها انداخته می‌شوند، هم از نظر اندازه و هم شکل متفاوت هستند. اندازه پیکان‌ها نیز متفاوت است و به هر بازیکن مجموعه ای از دوازده پیکان داده می‌شود. امتیازات بسته به نزدیکی پیکان به مرکز گلدان کسب می‌شوند.
بازی‌های سنتی کره از اعتقادات مردمی نشأت گرفته‌است. این سرزمین از زمان‌های بسیار قدیم مرکز کشاورزی بوده و کره ای‌ها به خدایانی اعتقاد دارند که از طبیعت و سرزمین‌های آنها محافظت می‌کنند. بازی‌های سنتی در زمانی انجام می‌شد که مردم برای افزایش محصولات و رفاه حیوانات، با همه فعالیت‌های محبوب آواز و رقص، جن‌گیری می‌کردند. اگرچه بسیاری از باورهای مردمی از بین رفته‌است، اما بازی‌ها همچنان ادامه دارد.
یا به عنوان ورژنی مدرن یا به عنوان بخشی از فعالیت‌ها یا رویدادها در تعطیلات ویژه، تعدادی از بازی‌های سنتی کره ای هنوز توسط کره ای‌ها به خوبی انجام می‌شود. چه یک خارجی باشید و چه فردی محلی، می‌توانید از بسیاری از اینها به خصوص در تعطیلات بزرگ مانند چوساک یا سال نوی قمری در مکان‌های مختلف، از جمله موزه‌ها، دهکده‌های محلی و غیره لذت ببرید؛ و یکی از محبوب ترین‌ها توهو نیز نامیده می‌شود.
این بازی قبل از سلسله هان BCE 206 - CE 220)) در چین آغاز شد. در هنگام ضیافت بین لردهای ایالت‌های جین و چی بازی شده‌است. از دوره سه پادشاهی (؟ -۶۶۸) تا اواخر سلسله چوسان (۱۰۱۰–۱۳۹۲)، توهو فقط یک بازی نبود، بلکه راهی برای یادگیری آداب و رسوم کنفوسیوس نیز بود. توهو اغلب هنگام سخنرانی‌هایی که در ضیافت‌ها برگزار می‌شد، به عنوان یکی از هنرها و مهارتهایی که ارزش پرورش آقایان کنفوسیوس را دارد، تبلیغ می‌شد؛ بنابراین توهو بیشتر در خانه سلطنتی و در میان اعضای نخبه حاکم رواج داشت. توهو در نیمه دوم چوسان بسیار محبوب شد. در سال ۱۶۶۶، پادشاه هیون جونگ ملکه مادر، ملکه، شاهزاده بزرگ، شاهزادگان و پرنسس‌ها را به باغ عقب کاخ چانگدئوک برد تا بازی پرتاب تیر را انجام دهد. به برندگان اسب داده شد. بازندگان باید مجازات سوار شدن بر اسب بدون مهار را متحمل می‌شدند. هنگامی که این کاخ برای بزرگسالان بالای شصت سال مهمانی برگزار می‌کرد، مسابقات توهو مرتباً برگزار می‌شد تا به این شادمانی بیفزاید. در این مهمانی‌ها، هنگام سرو نوشیدنی و پخش موسیقی، مسابقات پرتاب پیکان برگزار می‌شد. گفته می‌شود هنگامی که پادشاه یانگ گوریا در سال ۱۱۱۶ یک ست توهو از امپراتور سونگ دریافت کرد و از نحوه بازی آن آگاهی نداشت، از محبوبیت بازی کم شد. بعداً این بازی در دوره سلسله چوسان به عنوان بازی کنفوسیوسی تبلیغ شد. (به گفته ربکا لوکاس)

## چگونه توهو بازی کنیم؟
این احتمالاً بازی با ساده‌ترین قانون است، زیرا تنها هدف شما پرتاب یک تیر با نوک لاستیکی در یک ظرف شیشه ای گردن باریک است. برنده، بدیهی است که کسی است که می‌تواند بیشترین تیر را در گلدان یا شیشه پرت کند.
ممکن است تصور کنید از لحاظ ظاهری بازی آسان است اما اینطور نیست، زیرا چوب کاملاً بلند است و گردن کوزه، شیشه یا گلدان بسیار کوچک و باریک است. این بازی‌ها ذهنیت و تمرکز شما را در جایی که به توانایی هدف‌گیری صحیح نیاز دارد آموزش و تمرین می‌دهد.